# 宋子良 (1914年)
宋子良（1914年—1940年6月6日），山東省榮成縣虎山鎮北寨子後村人。中國共產黨黨員。八路軍山東縱隊第五支隊第十四團副團長（代團長），在招遠戰鬥中犧牲。

## 生平
1933年與加入中國共產黨，並與其同鄉成立了北寨子後村黨支部，成為榮成最早建立的7個農村黨支部之一。1935年，膠東特委發動一一·四暴動，宋也參與其中，暴動失敗後遭到韓復榘鎮壓，宋為躲避了追捕，跟隨於得水加入了昆嵛山紅軍游擊隊。1937年12月24日，中共膠東特委書記理琪組織領導發動了天福山抗日武裝起義，成立了山東人民抗日救國軍第三軍。1938年2月12日，宋子良參加了奔襲牟平城戰鬥。次日，第三軍部分指戰員與日軍血戰雷神廟，宋在激戰中英勇無畏，奮勇殺敵。1938年9月18日，第三軍與山東抗日第五縱隊等在沙河鎮合編為八路軍山東人民抗日游擊隊第五支隊，宋被編入一營，後擔任第十四團第一營營長。同年12月又改為八路軍山東縱隊第五支隊。1940年春，任十四團副團長、代理團長職務。1940年6月6月在招遠縣靈山的戰鬥中，在率警衛連下山突圍的路上不幸中彈殉國。2015年8月24日，被列入民政部公布的第二批600名著名抗日英烈和英雄群體名錄。

### 書籍
- 《軍事史林》第1-12期